# Сан Бјађо (Анкона)
Сан Бјађо (итал. San Biagio) насеље је у Италији у округу Анкона, региону Марке.
Према процени из 2011. у насељу је живело 1892 становника. Насеље се налази на надморској висини од 57 м.